# Геккен (Гунсрюк)
Геккен (нім. Hecken) — громада в Німеччині, розташована в землі Рейнланд-Пфальц. Входить до складу району Рейн-Гунсрюк. Складова частина об'єднання громад Кірхберг.
Площа — 3,89 км2. Населення становить 104 ос. (станом на 31 грудня 2020).